# Pokémon Ranger i el Temple del Mar
Pokémon Ranger i el Temple del Mar és una pel·lícula de fantasia d'animació japonesa del 2006, la novena de la sèrie de pel·lícules Pokémon i la quarta i última ambientada a la sèrie Advanced Generation. Dirigida per Kunihiko Yuyama i escrita per Hideki Sonoda, la història segueix l'entrenador Pokémon Ash Ketchum, Pikachu (Ikue Ōtani) i els seus amics May, Max i Brock mentre ajuden un Pokémon Ranger anomenat Jack Walker a lliurar el Pokémon mític Manaphy a un palau submarí anomenat Samiya mentre evadeixen mercenaris liderats per Phantom el Pirata.
Es va estrenar el 16 de juliol de 2006 al Japó, amb crítiques diverses i es va emetre a Cartoon Network a Amèrica del Nord el 23 de març de 2007. També és la primera pel·lícula de Pokémon que no ha estat doblada a l'anglès per 4Kids Entertainment, sinó per The Pokémon Company International. Els esdeveniments de la pel·lícula tenen lloc durant la novena temporada de Pokémon.